# Някшу, Марьян
Марьян Някшу (рум. Marian Neacșu; род. 27 мая 1964, Кошерены, Яломица) — румынский политический и государственный деятель, заместитель премьер-министра (с 2023).

## Биография
Родился 27 мая 1964 года в коммуне Кошерены, Яломица, Румыния. Окончил Крайовский университет, где на протяжении нескольких лет изучал основы экономики. Позднее также проходил углублённое обучение в Христианском университете Дмитрия Кантемира и Университете Валахии в Тырговиште.
На парламентских выборах 2008 года Някшу был избран в Палату депутатов Румынии от Яломицы, а позднее был переизбран на этот пост на выборах 2012 года. В 2016 году он был приговорён к шести месяцам тюремного заключения с отсрочкой исполнения наказания после того, как он незаконно нанял свою дочь в качестве сотрудника своего парламентского офиса.
В декабре 2021 года он был назначен генеральным секретарём правительства при премьер-министре Николае Чукэ. Во время активного обсуждения его кандидатуры на этот пост румынская газета «Curentul» опубликовала информацию о том, что Някшу способствовал назначению своей супруги на должность генерального директора одной из страховых компаний страны, хотя она не соответствовала всем необходимым условиям для этой должности. В июне 2023 года он был выдвинут и утверждён в должности заместителя премьер-министра страны Марчела Чолаку.